# Saint-Samson (Calvados)
Saint-Samson – miejscowość i gmina we Francji, w regionie Normandia, w departamencie Calvados.
Według danych na rok 2010 gminę zamieszkiwały 333 osoby, a gęstość zaludnienia wynosiła 91 osób/km².